# 7. årtusinde f.Kr.
Årtusinder: 8. årtusinde f.Kr. – 7. årtusinde f.Kr. – 6. årtusinde f.Kr.

## Begivenheder
- Ca. år 7000 f.Kr. opstår landbrug i Mehrgarh, Kina og Mellemøsten. På Nordamerikas vestkyst opstår bofaste fiskersamfund.
- 6.850–6.300 f.Kr. undersøgte lag fra byen Çatal Hüyük.[1]
- Ca. år 6500 f.Kr. er keramik opfundet i området vest for Nilen.
- Ca. 6500 f.Kr. – Den Engelske Kanal dannes.
- Ca. 6500 f.Kr. – De ældste fund af enkorn fra udgravningerne ved Ali Kosh.
- Ca. 6400 f.Kr. – Store mængder ferskvand flyder ud i Atlanterhavet, hvilket forårsager mindskning af havcirkulationen og dermed nedkøling af området i ca. hundrede år.[2]
- Ca. 6100 f.Kr. – Storegga jordskred forårsager en megatsunami i Norskehavet.
- Ca. 6000 f.Kr. – Yngre stenalder i Korea.
- Ca. 6000 f.Kr. – Første spor af beboelse af Svarthola hulen i Norge.

## Opfindelser, opdagelser, introduceringer
- Landbrug dukker op i Europa (Grækenland, Italien)
- Biavl begynder.
- Første pottemageri i Mesopotamien
- Guld og kobber begynder at blive anvendt.
- Koen domesticeres i Mellemøsten.

## Henvisning
1. ↑  Michael Roaf, Mesopotamien og Den nære Orient i Oldtiden, Samlerens Forlag, 2004. ISBN 87-568-1722-3
2. ↑  University of Bergen (2007, December 17). Ancient Flood Disrupted Ocean Circulation And Triggered Climate Cooling. ScienceDaily. Retrieved December 30, 2007 Arkiveret 19. december 2007 hos  Wayback Machine Citat: "...About 8400 years ago this pool of freshwater burst free and flooded the North Atlantic...This suggests that deep waters from the North Atlantic were too shallow or weak to influence this site for about century following the flood outburst after which time the deep ocean snapped back to its near modern state...Perhaps even more importantly, they show that deep circulation is altered over just a few decades or less..."